# Grand Prix Valsassina
Le Grand Prix Valsassina  est une ancienne course cycliste en ligne italienne disputée de 1966 à 1969 en Lombardie. 
L'épreuve se disputait dans la région de Côme à Lecco en Lombardie.

## Palmarès
| Année | Vainqueur          | Deuxième     | Troisième         |
| ----- | ------------------ | ------------ | ----------------- |
| 1966  | Felice Gimondi     | Vito Taccone | Italo Zilioli     |
| 1967  | Wladimiro Panizza  | Ugo Colombo  | Giorgio Zancanaro |
| 1968  | Franco Bitossi     | Ugo Colombo  | Lino Farisato     |
| 1969  | Ambrogio Portalupi | Aldo Moser   | Luigi Sgarbozza   |